# Зюхди Охри
Зюхди бей Охри (на албански: Zyhdi bej Ohri) е албански политик и общественик.

## Биография
Роден е в Охрид, Османската империя, днес Северна Македония. Участва като делегат на Събранието във Вльора и подписва Декларацията за независимост на Албания на 28 ноември 1912 година. Част е от правителството на Исмаил Кемали. По-късно заминава за Елбасан, където си сътрудничи с Акиф паша. Поддържа правителството на Сюлейман Делвина от Конгреса в Люшня в 1920 година.